# دميتري ألينيتشيف
دميتري ألينيتشيف (بالروسية: Дмитрий Анатольевич Аленичев)‏ مواليد 20 أكتوبر 1972 في بسكوف أوبلاست، الاتحاد السوفيتي، هو لاعب كرة قدم روسي دولي سابق كان يلعب كلاعب وسط.، وفاز بدوري أبطال أوروبا مع الفريق البرتغالي بورتو. اعتزل اللعب عام 2006 مع سبارتاك موسكو. سبق له أن لعب في كأس العالم لكرة القدم مع منتخب بلاده. بدأ مسيرته الرياضية عام 1989.

## المسيرة الاحترافية

### أندية لعب لها
- لوكوموتيف موسكو
- سبارتاك موسكو
- نادي روما
- نادي بورتو

## روابط خارجية
- دميتري ألينيتشيف على موقع الاتحاد الدولي (مؤرشف)  (الإنجليزية)
- دميتري ألينيتشيف على موقع الاتحاد الأوربي (الإنجليزية)
- دميتري ألينيتشيف على موقع قاعدة بيانات كرة القدم.إي يو (الإنجليزية)
- دميتري ألينيتشيف على موقع ناشيونال فوتبول تيمز (الإنجليزية)
- دميتري ألينيتشيف على موقع عالم كرة القدم.نت (الإنجليزية)